# Luca il contrabbandiere
Luca il contrabbandiere  és una pel·lícula italiana del gènere poliziotteschi del 1980 dirigida per Lucio Fulci.
La pel·lícula està ambientada a Nàpols, on Luca Di Angelo (Fabio Testi) i el seu germà Michele utilitzen llanxes ràpides per passar cigarrets, i es troben entre dos capos del contraban després de perdre una càrrega de cigarrets.
La història de la pel·lícula es va canviar per incloure escenes addicionals de violència per donar més ritme a la trama. A la segona setmana d'un programa de rodatge de deu setmanes, la producció va esgotar el seu pressupost i va rebre finançament de contrabandistes de la vida real a Nàpols. Els contrabandistes també van fer canvis en l'argument i el títol de la pel·lícula.

## Argument
Luca Di Angelo (Fabio Testi) és un contrabandista, membre d'un equip organitzat de tràfic de cigarrets i alcohol, amunt i avall de la costa de Nàpols. Després d'un enfrontament amb la policia en què els contrabandistes aconsegueixen fugir simulant una explosió d'un vaixell que ha provocat que les motos de la policia responguin a la falsa emergència, Luca i el seu germà Mickey sospiten que Scherino (Ferdinand Murolo), el cap d'una banda rival de contrabandistes, transmeten els seus actius. Lucia i Mickey porten les seves acusacions al seu cap Perlante (Saverio Marconi), un playboy de mala mort amb nombroses connexions amb la màfia, que accepta investigar-ho. Després que un incendi nocturn als estables de Mickey mata un valuós cavall de carreres, ell i Luca es van apropant per inspeccionar els danys. Però en el camí, es detenen en un fals control de la policia on els assassins vestits de policies enganyen a Mickey perquè surti del cotxe i l'ametrallin una vegada i una altra (un homenatge a l'escena de la mort de Sonny Corleone a El Padrí), mentre que Luca amb prou feines s'escapa de ferides amagant-se al terra del cotxe.
Després, Perlante suggereix que Luca marxi de la ciutat durant uns dies, però ell es nega. Després del funeral del seu germà, realitzat a les llanxes ràpides de la banda al Golf de Nàpols, amb la policia vigilant-los, Luca promet venjar-se. Malgrat les peticions de la seva dona Adele (Ivana Monti), Luca va darrere del principal sospitós: Scherino. Aquella nit, Luca irromp a la casa de Scherino, però és descobert i colpejat severament pels secuaços de Scherino. Tanmateix, Scherino salva la vida de Luca. Li diu a Luca que no va participar en l'assassinat de Mickey.
Després que Luca es recuperi de les seves ferides gràcies a un metge local anomenat Charlie (Giordano Falzoni) que tracta les lesions per grans suborns en efectiu, Luca es troba amb un informant que li dóna un consell sobre la identitat de la persona darrere de l'impacte en Mickey. Viatjant a un vaixell de pesca abandonat al port esportiu on una barca està fent una recollida de drogues, Luca el tortura per obtenir informació sobre el seu cap, de qui Luca descobreix que és un francès anomenat Francois Jacios, també conegut com Il Marsigliese. Luca truca a Perlante, que li explica més coses sobre el malvat gàngster i que s'endinsa en el crim organitzat italià per tractar amb drogues dures. Al seu amagatall a Nàpols, el Marsigliese (Marcel Bozzufi) es troba amb l'Ingrid, una missatgera alemanya de la droga de Frankfurt que vol vendre-li una mica d'heroïna. Quan el Marsigliese veu que l'heroïna està "tallada", crema horriblement la seva cara amb un bufador mentre mira amb una satisfacció sàdica.
En el transcurs d'un dia, el Marsigliese ordena una sèrie de tiroteigs de tots els capos de la màfia rivals per tot Nàpols com a part del seu pla per convertir-se en l'únic capo de Nàpols. Perlante amb prou feines s'escapa d'un atemptat contra la seva vida quan la seva mà dreta Alfredo (Giulio Farnese) dispara una bomba que s'ha amagat sota el llit de Perlante, matant l'Alfredo i l'amant de Perlante. Perlante truca en Luca i li explica la sèrie d'èxits. Organitza una reunió entre ells i els Marsigliese a l'estadi de futbol local on el francès discuteix sobre la fusió de les seves ocupacions criminals. Després, Luca es reuneix amb els seus companys contrabandistes i els convenç de no acceptar les demandes de Marsigliese perquè l'entrada de drogues a la seva comunitat només augmentaria el nombre d'addictes i sobredosis de drogues, i no rebrien cap benefici ja que el Marsigliese es quedaria amb la majoria dels diners.
En resposta als assassinats de la màfia, el cap de la policia de Nàpols (Fabio Jovine) ordena al capità Tarantino (Venantino Verantini) que realitzi una escombrada massiva de la zona de la badia napolitana. La xarxa té molts contrabandistes detinguts. Luca és salvat d'una incursió policial a casa seva per Scherino, qui suggereix formar una aliança per derrotar als Marsigliese. Es troben aquella nit a casa de Perlante per discutir els seus plans amb ell. Però Luca aviat olora l'olor reveladora de la colònia personal del Marsigliese a l'habitació. Luca s'adona que Perlante s'ha aliat amb el Marsgliese just quan el gàngster i els seus secuaços irrompen a l'habitació i maten a tots els secuaços de Scherino, a més de ferir mortalment a Scherino. Els reflexos d'una fracció de segon del Luca de saltar per una finestra de vidre i fugir de la casa li asseguren la fugida. El ferit de mort Scherino aconsegueix disparar al traïdor Perlante, ferint-lo al coll abans que ell mateix caigui mort.
El Marsigliese segresta la dona de Luca, Adale, i torna a insistir que Luca hauria de lliurar la xarxa de contraban a la seva operació de drogues. Per ajudar en Luca a decidir-se, el so de l'Adale colpejada i violada en grup es transmet a Luca per telèfon. Luca accepta les demandes de Marsigliese. Desesperat, Luca fa una crida a l'ancià Don Morrone (Guido Alberti), el líder de la màfia italiana de la vella guàrdia que ha estat llegint les notícies durant la pel·lícula dels nombrosos assassinats. Morrone està content de sortir de la semijubilació per tractar amb el sàdic francès. Morrone transmet els seus plans als seus diversos socis de mitjana edat que tornen a l'acció per la seva causa.
L'endemà al matí, té lloc una reunió entre Luca i Marsigliese en una plaça oberta local on s'està duent a terme el lliurament d'Adele. Luca veu que realment és un muntatge per matar-lo. Don Morrone i els seus homes, fent servir una sèrie d'atacs de cop i fugida, apareixen i destrueixen tots els secuaços dels Marsigliese. Luca persegueix el boig Marsigliese pels carrers i carrerons deserts, on després que el francès corre per un carreró que no té sortida, l'atrapa i dispara al Marsigliese, que aterra mort en un munt de bosses d'escombraries. A l'altra banda de la ciutat, la policia asalta l'amagatall del Marsigliese on troben l'Adele traumatitzada i un gran dipòsit de cocaïna i heroïna, mentre la resta dels secuaços de Marsigliese es rendeixen.
L'escena final fa que el capità Tarantino es reuneix amb Don Morrone i la seva mestressa en un mercat del moll on el policia agraeix a l'ancià don de la màfia la seva propina que va portar al descobriment de l'amagatall de Marsigliese i a la confiscació d'enviaments de droga. Però quan Tarantino li pregunta a Morrone sobre l'assassinat del Marsigliese i els seus homes, Morrone afirma no saber-ne res, i tampoc no conèixer a Luca Di Angelo. Pel to de veu sarcàstic de Tarantino, sap que Morrone menteix. Però per simpatia, el policia deixa marxar Morrone sense arrestar-lo.

## Repartiment
- Fabio Testi com a Luca Ajello
- Ivana Monti: Adele Ajello
- Guido Alberti: Don Morrone
- Venantino Venantini: Tarantino
- Ajita Wilson: Luisa, "la napoletana"
- Marcel Bozzuffi: Il Marsigliese
- Saverio Marconi: Luigi Perlante
- Daniele Dublino: assistent procurador
- Ofelia Meyer: Ingrid
- Ferdinando Murolo: Sciarrino
- Tommaso Palladino: Capece
- Luciano Rossi: uomo del Marsigliese
- Nello Pazzafini: assassí
- Lucio Fulci: vell camorrista

## Producció
Lucio Fulci i Giorgio Mariuzzo van coescriure el guió de Luca il contrabbandiere basat en una història original d'Ettore Sanzò i Gianni De Chiara amb un títol provisional de Il contrabbandiere / Violenza. Mariuzzo ha afirmat que la història va començar inicialment amb el productor Sandro Infascelli. Tanmateix, va descobrir que la història no funcionava i va trucar a Mariuzzo per donar-li forma. Mariuzzo va reestructurar el guió per canviar-ne el ritme i va afegir més escenes de violència.
El rodatge de Luca il contrabbandiere va començar el 3 de desembre de 1979. La pel·lícula es va rodar durant 11 setmanes als estudis De Paolis de Roma i a Nàpols. Durant les dues primeres setmanes de rodatge a De Paolis Studios, la producció s'havia quedat sense diners. Traslladaren la producció a Nàpols, on els contrabandistes locals es van prestar a la producció de la pel·lícula com a extres i van deixar que la tripulació fes servir els seus vaixells a motor per a algunes escenes. Els contrabandistes també van canviar parts del guió incloent línies contra el narcotràfic i eliminar el terme "Violenza" (Violència) del títol. Entre els contrabandistes hi havia Giuseppe Grecco, fill del membre de la màfia siciliana Michele Greco. Giuseppe Grecco faria preguntes tècniques a Fulci sobre el rodatge i més tard dirigiria pel·lícules als anys noranta. El rodatge va acabar el març de 1980.

### Estil
Luca il contrabbandiere va ser l'única pel·lícula de ficció criminal del director Lucio Fulci]. La pel·lícula és un poliziesco, però també adopta la forma d'un splatter que apareixeria en altres pel·lícules de terror italianes de l'època.

## Llançament
Luca il contrabbandiere es va estrenar el 8 d'agost de 1980 a Itàlia. La pel·lícula va recaptar un total de 756.203.700 lires italianes al seu llançament nacional. Fou llançada com a Luca the Smuggler i The Naples Connection en vídeo a Anglaterra.

### Mitjans domèstics
Un senzill per al tema de la pel·lícula va ser llançat com un senzill de set polzades per Cinevox. El senzill està acreditat a Cricket i conté les cançons "You Are Not the Same" i "New York Dash". El 27 de juliol de 2004, amb el títol de Contraband, fou llançada als Estats Units en DVD per Blue Underground. Contraband was released on Blu-ray by Cauldron Films on May 18, 2022.